# Ángel Natalio Allegri
Ángel Natalio Allegri (apodado "Chupete") fue un jugador argentino de fútbol que se desempeñaba como marcador central. Tenía el número dos y formó parte del primer equipo del Club Atlético Vélez Sarsfield durante 15 años consecutivos entre 1946 y 1960. También integró la selección de fútbol de Argentina en la década del '50. Posteriormente se desempeñó como director técnico en diversos clubes argentinos, entre ellos las divisiones inferiores y primera del "Fortín".

## Trayectoria deportiva

### Nacimiento y comienzos
Nació en Buenos Aires, Argentina, en el barrio porteño de Floresta el 26 de diciembre de 1926, frente al Parque Avellaneda. Ingresó en edad de 5ª división de fútbol juvenil al Club Atlético Vélez Sarsfield. Mostró desde joven cualidades físicas y técnicas que le permitieron debutar en 1946 en la Primera División en la victoria por 2 a 0 contra Tigre, con tantos de Juan José Ferraro.

### Carrera local
Luego del debut, de la mano de Victorio Spinetto, inicia el año 1947 como titular, con asistencia perfecta y convirtiendo su primer tanto ante el conjunto de la localidad de Victoria. Fue parte del plantel que logró el subcampeonato de 1953, siendo uno de los puntales de dicha campaña. De gran presencia en ambas áreas, tiempista y buena pegada al balón, fue ejecutor de tiros libres y penales, asimismo su condiciones físicas le permitieron cumplir en varios años con asistencias completas en los torneos disputados. 
Anotó 37 goles en su carrera en 399 encuentros vistiendo la "V" Azulada, siendo el 4° jugador con mayores presencias de la centenaria Institución.

### Carrera nacional
Integró la Selección Nacional de Fútbol Argentina durante 1950. El 9 de mayo de 1951 defendió la camiseta de la  Argentina en su encuentro contra Inglaterra en el Estadio de Wembley y  luego contra Irlanda. Ese mismo año fue nombrado capitán del seleccionado en los encuentros disputados en Europa contra España y Portugal

## Estadísticas
Datos actualizados al fin de la carrera deportiva.
| Vélez Sarsfield Argentina |               |               |     |    |    |     |     |    |
| 1.ª | 1946          | 3             | 0   | -  | -  | 3   | 0   |    |
| 1.ª | 1947          | 30            | 1   | -  | -  | 30  | 1   |    |
| 1.ª | 1948          | 24            | 3   | 1  | 0  | 25  | 3   |    |
| 1.ª | 1949          | 33            | 8   | 2  | 0  | 35  | 8   |    |
| 1.ª | 1950          | 28            | 2   | 2  | 0  | 35  | 8   |    |
| 1.ª | 1951          | 32            | 1   | -  | -  | 35  | 8   |    |
| 1.ª | 1952          | 30            | 2   | -  | -  | 35  | 8   |    |
| 1.ª | 1953          | 24            | 4   | -  | -  | 35  | 8   |    |
| 1.ª | 1954          | 30            | 1   | -  | -  | 30  | 1   |    |
| 1.ª | 1955          | 30            | 2   | -  | -  | 30  | 2   |    |
| 1.ª | 1956          | 30            | 3   | -  | -  | 30  | 3   |    |
| 1.ª | 1957          | 29            | 4   | -  | -  | 29  | 4   |    |
| 1.ª | 1958          | 24            | 4   | 12 | 2  | 36  | 6   |    |
| 1.ª | 1959          | 7             | 1   | -  | -  | 7   | 1   |    |
| 1.ª | 1960          | 30            | 0   | -  | -  | 30  | 0   |    |
| Total club | Total club    | 384           | 36  | 17 | 2  | 401 | 38  |    |
| Total carrera | Total carrera | Total carrera | 384 | 36 | 17 | 2   | 401 | 38 |
| (1) Incluye datos de la Copa de Competencia Británica, Copa Escobar, Copa Suecia. (2) No incluye goles en partidos amistosos. |               |               |     |    |    |     |     |    |

## Palmarés
- Vélez Sarsfield: Subcampeonato 1953